# セーブル・コミュニケーションズ・オブ・カリフォルニア対FCC事件
セーブル・コミュニケーションズ・オブ・カリフォルニア対FCC事件（セーブルコミュニケーションズオブカリフォルニアたいえふしーしーじけん、Sable Communications of California v. Federal Communications Commission）492 U.S. 115 (1989)は、アメリカ合衆国連邦最高裁判所により、「いかがわしい素材」をどのように定義するかという問題と、それがアメリカ合衆国憲法修正第1条で保護されるのかどうかが問われた事件。最高裁は、「いかがわしい」（indecent）に属するメッセージを商業的に電話で送信することを犯罪として、「ダイアル・ポルノ」を禁止していた連邦法の一部を無効にした。